# Friedrich Geselschap

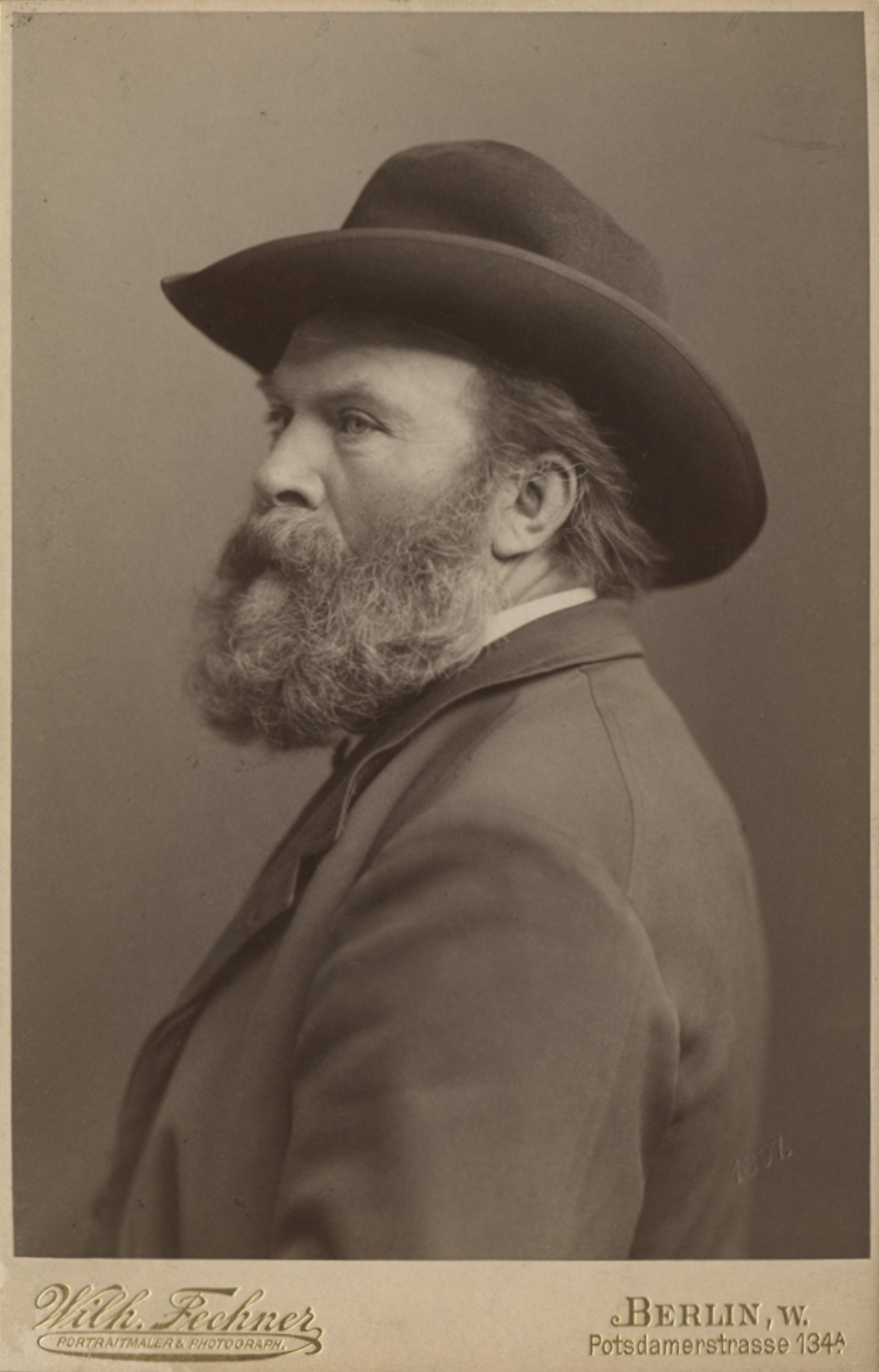
Friedrich Geselschap (1897),
Foto von Wilhelm Fechner

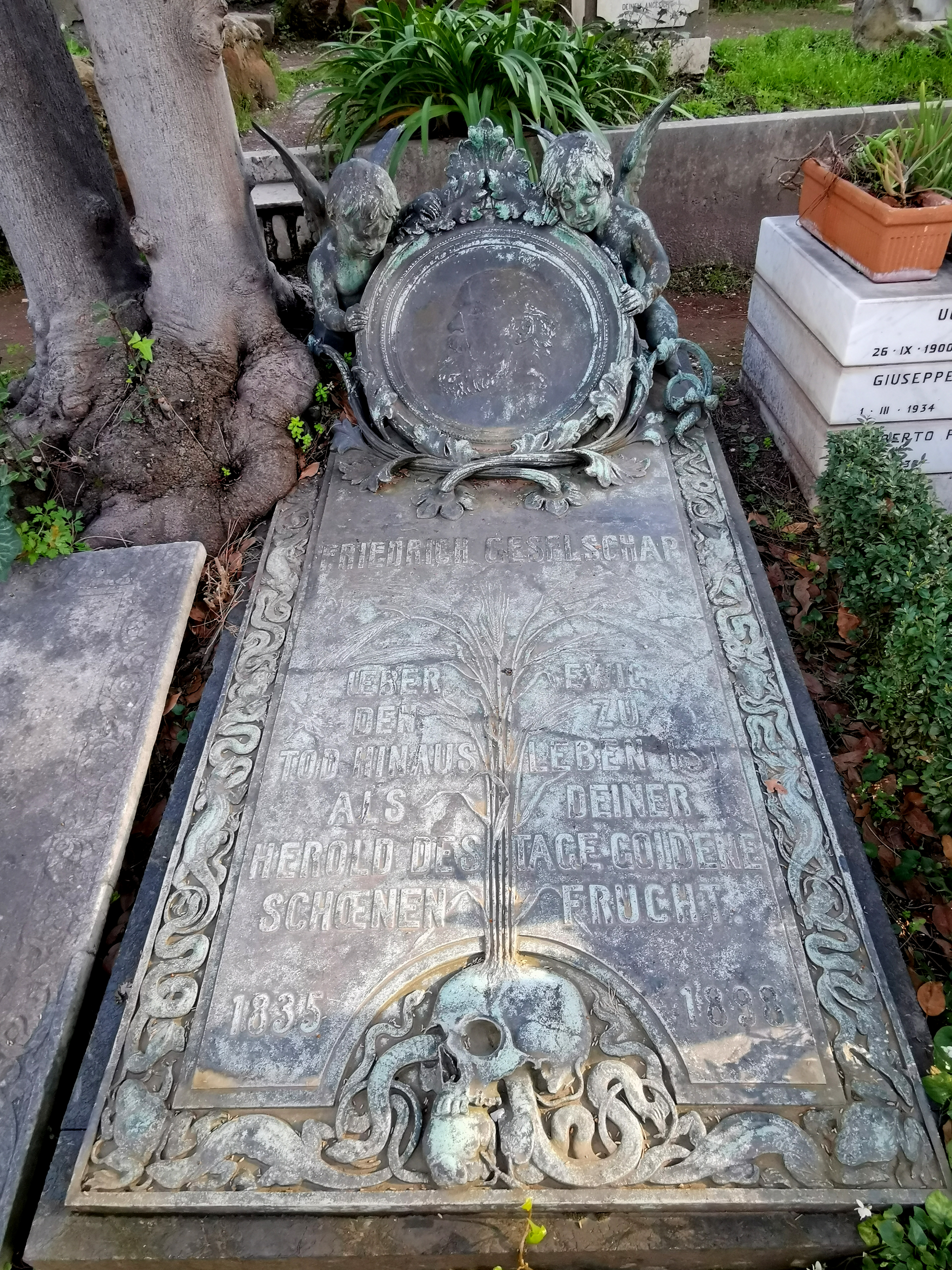
Grab auf dem Nichtkatholischen (Protestantischen) Friedhof Rom

Friedrich Geselschap (* 5. Mai 1835 in Wesel; † 31. Mai 1898 in Rom) war ein deutscher Historienmaler.

## Leben und Werk

### Frühe Jahre

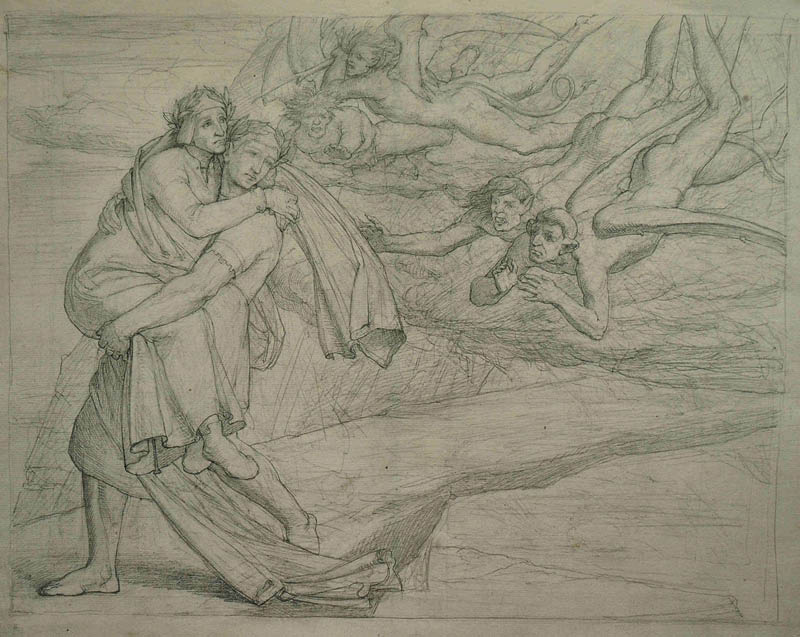
Komposition zu „Dante“ unter Einfluss Schnorrs von Carolsfeld

Friedrich Geselschap entstammte als jüngstes Kind einer Kaufmannsfamilie aus Wesel am Niederrhein. Nach dem frühen Tod seiner Eltern lebte er ab 1850 bei Verwandten in Schlesien, zunächst in Neiße, später in Breslau, wo er das Gymnasium besuchte. Dort erhielt er den ersten Zeichenunterricht beim Maler Ernst Resch, der seine Begabung erkannte und ihm zur Hochschulausbildung riet.
Ein Stipendium ermöglichte es ihm, Vorlesungen an der Kunstakademie Dresden bei Julius Schnorr von Carolsfeld zu hören. Dieser regte ihn zum Studium der Exponate in der Gemäldegalerie Alte Meister an. Unter Anleitung dieses Lehrers entstanden erste Kompositionen nach Dante Alighieris Göttlicher Komödie.
Nach Ablauf von zwei Jahren verließ der junge Maler die Sachsenmetropole und übersiedelte nach Düsseldorf, um seine Fertigkeiten zu vervollkommnen. Nicht zuletzt, weil sein älterer Bruder Eduard (1814–1878), der ebenfalls Maler war, dort lebte. Er studierte zunächst bei Theodor Mintrop, einem engen Freund des Bruders. In Düsseldorf befreundete er sich u. a. mit Ernst Deger an und besonders zu Mintrop entstand bald eine herzliche Verbindung. Geselschap setzte seinen Unterricht an der Kunstakademie Düsseldorf fort. Zu seinen Professoren zählten Karl Ferdinand Sohn, Heinrich Mücke, Karl Müller, Wilhelm von Schadow und Eduard Bendemann.
Alle Genannten waren Vertreter der sogenannten Düsseldorfer Malerschule, die von den ersten Akademiedirektoren Peter von Cornelius und Wilhelm von Schadow im Sinne der Nazarenerbewegung beeinflusst wurde. Die romantisch-religiösen Aspekte dieser Kunstrichtung hatten eher wenig Einfluss auf die künstlerische Entwicklung Geselschaps. Vielmehr orientierte er sich an deren klassizistisch geprägten Vorstellungen. So sind es Vorbilder aus der Antike und die Beschäftigung mit den italienischen Meistern der Renaissance, allen voran Raffael, die Geselschap zu einem Anhänger des Idealismus machten. Er nahm sich die Malerei von Peter von Cornelius zum Vorbild und geriet über die Jahre in einen gewissen Gegensatz zu den vorherrschenden Kunstrichtungen „Realismus“ und „Naturalismus“.
1859 wurde er Mitglied des Künstlervereins Malkasten. Nach Beendigung seiner Ausbildung folgte eine Zeit wirtschaftlicher Not und er konnte seinen Lebensunterhalt oft nur mit schlecht bezahlten Porträtaufträgen bestreiten, die aus dem Bürgertum und von Offizieren der Düsseldorfer Garnison kamen. An eine Reise nach Italien, um die Werke Raffaels oder Michelangelos mit eigenen Augen zu sehen, war nicht zu denken, doch verlor er dieses Vorhaben nicht aus dem Blick.
Zehn Jahre musste er auf die Verwirklichung dieses Traums warten. Durch die Vermittlung von Wolfgang Müller von Königswinter kam er 1866 in Genuss einer großzügigen Schenkung des Kunstfreunds August Lucius. Nun besaß er die Mittel zu einem Aufenthalt in Rom. Auf der Hinreise hielt er sich einige Zeit in Florenz auf und kopierte auf Bitten Müllers von Königswinter mehrere Werke von Raffael. In Rom traf er auf den Kreis um Friedrich Overbeck und fand dort die Anknüpfung an die Nazarener.
Mit Overbeck, der bereits am 12. November 1869 starb, verband ihn eine kurze Freundschaft und Friedrich Geselschap zeichnete dessen Totenbild. Beide Männer teilten gemeinsame Überzeugungen und hielten am konservativen Ideal der frühen Nazarener fest, selbst als die religiöse Malerei der Spätnazarener längst durch Nachromantik und Realismus überholt war.
In Italien machte er weiterhin die Freundschaft mit Heinrich Dreber, Viktor Paul Mohn und besonders mit Heinrich Ludwig, der ihn in den alten Freskotechniken unterwies. In Rom entstanden im Jahr 1869/70 als wichtigste Arbeiten die Kartons „Dante mit Virgil“ und „Francesca da Rimini“.

### Berliner Zeit
Nach der deutschen Reichsgründung 1871 gab es einen großen Bedarf an identitätsstiftender und repräsentativer, um nicht zu sagen monumentaler Darstellung der gewonnenen Einheit. Diese Entwicklung, die sich in allen Künsten niederschlug, trug dazu bei, dass Geselschap 1872 nach Berlin übersiedelte. Zwar war er wie nur wenige auf den monumentalen Stil der Zeit vorbereitet, doch erhielt er zunächst kaum Aufträge und konnte sich in den nächsten Jahren nur durch kleine Arbeiten, etwa zur Ausgestaltung in Häusern einiger kunstsinniger Privatleute über Wasser halten.

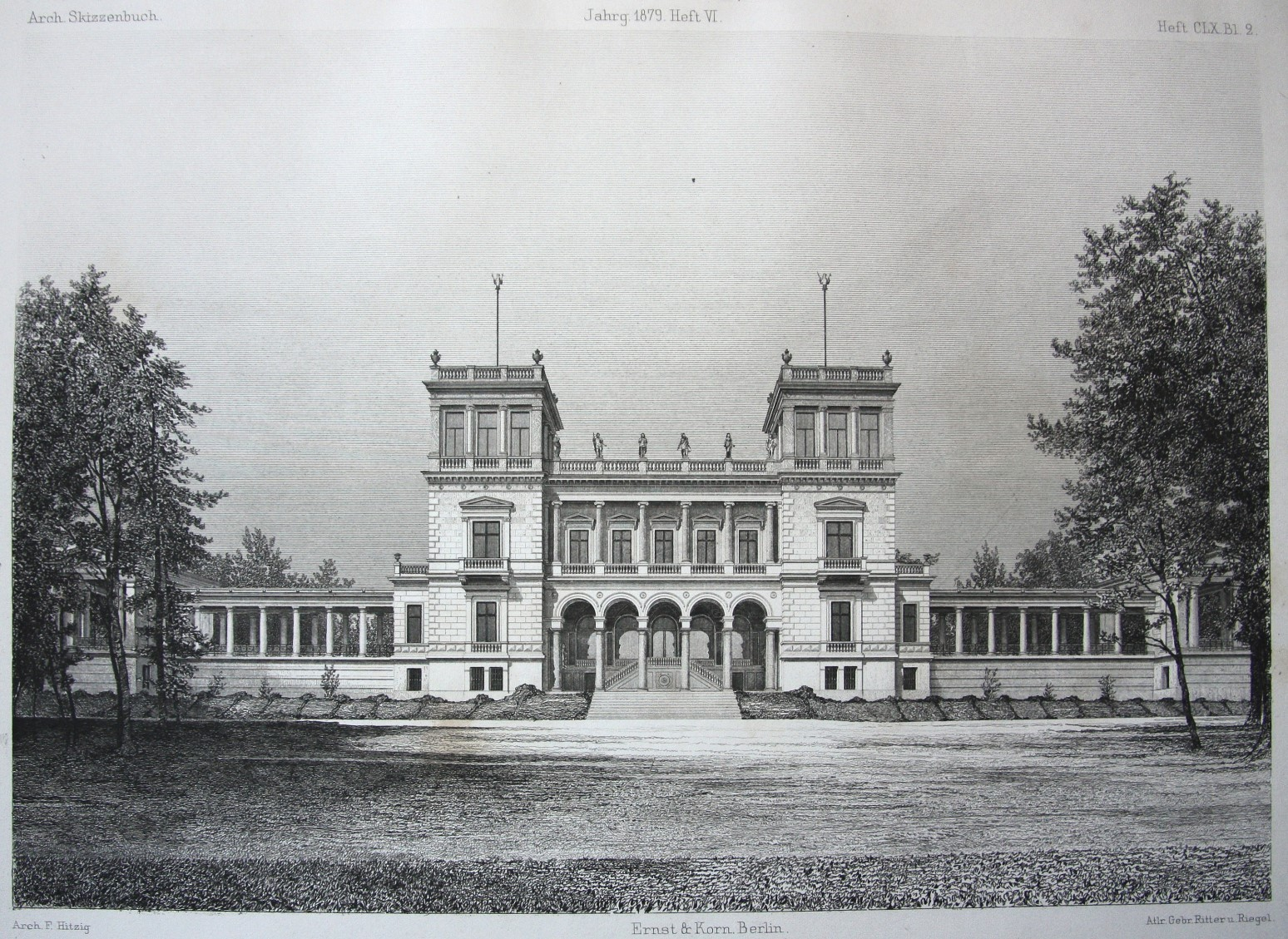
Schloss Dwasieden aus Hitzigs Skizzenbuch von 1879

Eine dieser Bestellungen kam 1873 durch Vermittlung des Leipziger Architekten und Baubeamten Hugo Licht zustande und Geselschap entwarf für die Berliner Villa des Industriellen August Heckmann Wand- und Fassadendekorationen, darunter einen Kaminfries. Er zeigt auf humoristische Weise die Vertreibung der bösen Geister, die durch den Schornstein entfliehen.
Ähnliche Aufträge folgten, konnten aber die wirtschaftliche Not, die das Leben des Künstlers zu dieser Zeit beschwerte, nur bedingt mildern. Erst die Arbeiten, die er in Schloss Dwasieden bei Sassnitz auf der Insel Rügen im Auftrag von Adolph von Hansemann anfertigte, brachten eine Wende. Seine Komposition mit Putten und Meerestieren in Sgraffito erregte das Interesse des leitenden Architekten Friedrich Hitzig. Dieser war Baurat und einer der führenden Vertreter seiner Zunft in Berlin. Er wurde zu einem engagierten Förderer und Fürsprecher Geselschaps und verschaffte ihm die ersten größeren Aufträge für öffentliche Gebäude in Berlin.

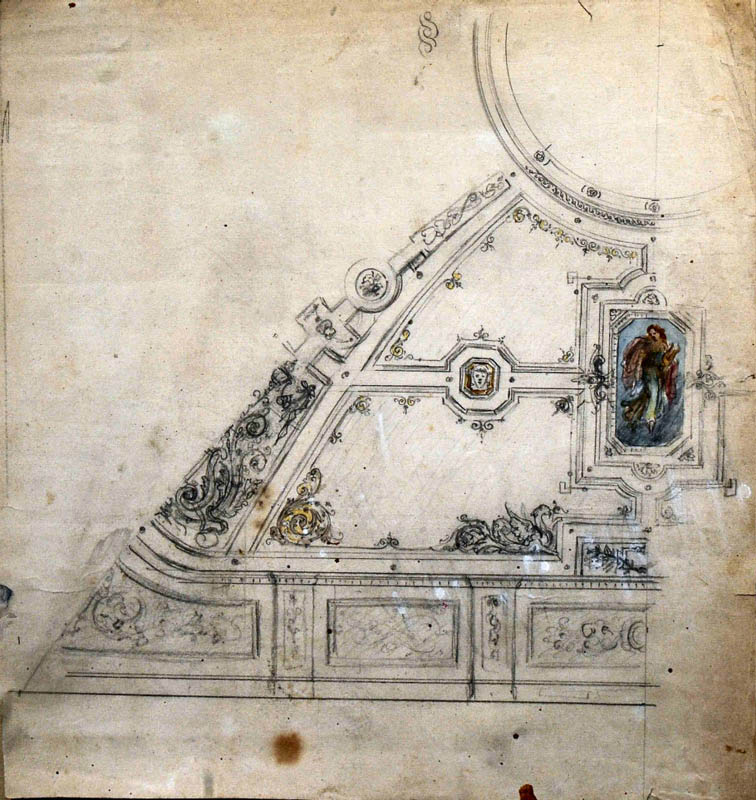
Architekturentwurf, etwa 1870

Während der Bauarbeiten zum 1879 neu gegründeten Handelsministerium war er zusammen mit Moritz Meurer und Johannes Schaller an der Ausarbeitung der Malereien im Treppenhaus der Asien- und Russlandabteilung beteiligt.
Durch den Erfolg ermutigt, bewarb er sich 1877 zusammen mit seinem Freund Georg Bleibtreu an der Ausschreibung zur maßgeblichen Ausmalung der Kaiserpfalz in Goslar. Den Wettbewerb entschied zwar Hermann Wislicenus, doch Geselschap errang mit seinen Vorlagen für die Fresken immerhin den zweiten Preis, was ihm weitere Anerkennung eintrug.
1878 wurde ihm von Hitzig, der als Architekt des Reichsbankgebäudes seinen Einfluss nutzte, die Ausmalung des Sitzungssaals übertragen. Es entstanden neun Lünetten mit Allegorien der deutschen Reichsstädte.
Für das Kunstgewerbemuseum (KGM) fertigte er Glasmosaiken mit der Darstellung des Fortschritts in Handel und Wandel vom Altertum bis zur Renaissance in sinnbildlichen Figuren-Gruppen.
Es folgte ein Auftrag des Kultusministeriums für die Fresken im Treppenhaus des Universitätsgebäudes in Halle, das der Schinkelschüler Ernst Friedrich Zwirner entworfen hatte. Hierzu fertigte er lediglich Entwürfe und trat das Projekt an seinen Freund Gustav Spangenberg ab, da eine sehr viel reizvollere Aufgabe wartete.
Wieder einmal war es Hitzig, der neben seiner Funktion als Präsident der Akademie der Künste ab 1877 die Leitung am Umbau des Berliner Zeughauses zur Ruhmeshalle innehatte, dem es maßgeblich zu verdanken war, dass Geselschap 1879 mit der Ausmalung der Zeughauskuppel betraut wurde.
In den Bogenfeldern des Kuppelgewölbes schuf er mit Kaseinfarben vier große allegorische Bilder, die den Krieg, den Frieden, die Wiederaufrichtung des Kaiserreiches und den Empfang der Helden in Walhalla darstellen. Hinzu kam ein umlaufender Kuppelfries mit einer Länge von insgesamt 70 Metern. Er zeigt den Triumphzug eines römischen Feldherrn mit auf Wolken schwebenden Idealgestalten. In den vier Kuppelpendentifs sind Medaillons mit Personifikationen der Kardinaltugenden Weisheit, Tapferkeit, Gerechtigkeit und Mäßigung dargestellt.
Bei der Ausführung wurde er u. a. durch Rudolf Eichstaedt und Friedrich Stummel künstlerisch unterstützt. Dieses Projekt, welches als sein Hauptwerk gilt, steht für seinen endgültigen Durchbruch als Künstler. Es sollte aber auch in tragischer Weise sein weiteres Leben bestimmen. Während der Arbeiten zog er sich 1880 bei einem Sturz vom Gerüst eine nicht mehr ausheilende Knieverletzung zu. Dies war unter anderem ein Grund, weshalb er das Werk nur mit größter Anstrengung erst nach 11-jähriger Arbeitszeit zu Ende führen konnte.
Das gewaltige Werk stieß nicht auf ungeteilte Zustimmung, zu stark schien es der geltenden Kunstauffassung entgegenzustehen. Sein Mentor Hitzig war 1881 gestorben und fehlte in schmerzlicher Weise. Aber der Beifall seiner Kollegen blieb nicht aus und der Erfolg schlug sich auf verschiedene Weise nieder.

#### Ämter und Auszeichnungen
- 1882 wurde er als Mitglied der Akademie der Künste (ABK) Berlin aufgenommen.
- 1883 erfolgte die Ernennung zum Professor;
- 1884 die Wahl zum Senator der ABK als Nachfolger von Oskar Begas.

Vorübergehend übernahm er auch das Amt des Vorsitzenden der Abteilung für die bildenden Künste.
- 1885 wurde er zum Mitglied der Akademie des Bauwesens und der preußischen Landeskunstkommission berufen.
- 1886 wurde ihm die Ehren-Mitgliedschaft der Kunstakademie München angetragen.

Im selben Jahr wurden die Kartons seiner Entwürfe für die Ruhmeshalle mit der Großen Goldenen Medaille der Großen Berliner Kunstausstellung ausgezeichnet. Die Originalkartons wurden vom Königlichen Kunstgewerbemuseum in Brüssel erworben und ausgestellt.
- 1890 erhielt er das Offizierskreuz des belgischen Leopoldsordens.

### Weiteres Schaffen
Nach wie vor war Geselschap mit der Fertigstellung der Malereien in der Ruhmeshalle beschäftigt, doch er unterbrach das Projekt hin und wieder und schob Arbeiten geringeren Umfanges dazwischen. Ein Beispiel hierfür ist der 1886 entstandene zweiteilige Fries an der Fassade der Berliner Kunstakademie anlässlich des 90. Geburtstags von Kaiser Wilhelm I.
In den Jahren 1892 bis 98 schuf er zahlreiche kleinere Arbeiten, darunter als wichtigste:
- Für die Berliner Gnadenkirche entstand der Karton für ein Mosaikrundbild des Salvator mundi mit musizierenden Engeln.
- Für den Triumphbogen der von seinem Freund Franz Schwechten erbauten Berliner Kaiser-Wilhelm-Gedächtniskirche die Kartons für die Mosaiken der Apostel Petrus und Paulus sowie für den Engelreigen.
- Mehrere Entwürfe zum allegorischen Gemälde „Beethovens Geburt“ für das Beethoven-Haus in Bonn sind ebenfalls Arbeiten aus dieser Zeit. Die Abbildungen rechts zeigen oben eine Grafitskizze auf Karton, unten eine Aquarellstudie zu diesem Kunstwerk, das von ihm nicht mehr umgesetzt werden konnte.

### Letzte Lebensjahre
Geselschap hatte mit zunehmenden gesundheitlichen Problemen zu kämpfen, die mit seinem Unfall 1880 in Verbindung standen. Ab dem Jahr 1891 machte ihm eine fast vollständige Lähmung des rechten Beins die persönliche Ausführung seiner Entwürfe unmöglich. 1897 musste er das Bein schienen und schließlich sein Atelier am Lützowplatz 12 aufgeben. Der Berliner Kaufmann Alexander Flinsch nahm ihn bei sich auf und stellte die Pflege des Kranken sicher.
Im Herbst des Jahres 1897 unternahm er eine Erholungsreise nach Rom. Die Zeit dort wollte er nutzen, um für die vor ihm liegenden Aufgaben wieder zu Kräften zu kommen. Er hatte die Aufträge zur Ausmalung der Friedenskirche in Potsdam und des Festsaales des neuen Hamburger Rathauses erhalten und war mit den Entwürfen bereits weit vorangekommen. Doch scheint sich die erhoffte Besserung seines Leidens nicht eingestellt, sondern eher noch verschlimmert zu haben. Dies führte vermutlich zu einer schweren Depression. Am 31. Mai 1898 verließ er seine Unterkunft, ohne sich jemandem mitzuteilen.
Zwei Tage später fand man ihn erhängt an einem Baum in den Anlagen nördlich der Porta del Popolo in Nähe des Brunnens „Fontana dell’Acqua Acetosa“.
Anderen Quellen zufolge fand man seine Leiche erst am 3. Juni 1898. In beiden Fällen hatte die Redaktion davon noch nichts erfahren, als in der Ausgabe vom 4. Juni 1898 der Thorner Presse die folgende kurze Mitteilung erschien:
|  | (Verſchwundener Gelehrter) Profeſſor Friedrich Geſelſchap, welcher in Rom für das Haus der deutſchen Gesſandt- ſchaft Wandgemälde ausführt, iſt ſeit Diens- tag Mittag verſchwunden. Die Nach- forſchungen der Polizei ſind bis heute er- folglos geblieben. |

Im Nachruf, den ihm der Senat der Kunstakademie widmete, heißt es: „So wird die deutsche Nation, wenn sie ihn einst voll kennen lernt, in ihm einen ihrer besten Männer verehren, der deutschen Kunst aber bleibt er ein Leitstern, der künftigen Generationen den Weg weisen wird zu den Höhen des künstlerischen Ideals“.
Geselschap hat zahlreiche Freundschaften geknüpft, blieb aber unverheiratet. Sein Grab befindet sich auf dem Friedhof der Nichtkatholiken, dem Cimitero acattolico in Rom. Die aufwendig gestaltete Grabplatte aus Bronze ist ein Werk des Berliner Bildhauers Rudolf Siemering.

## Werkauswahl

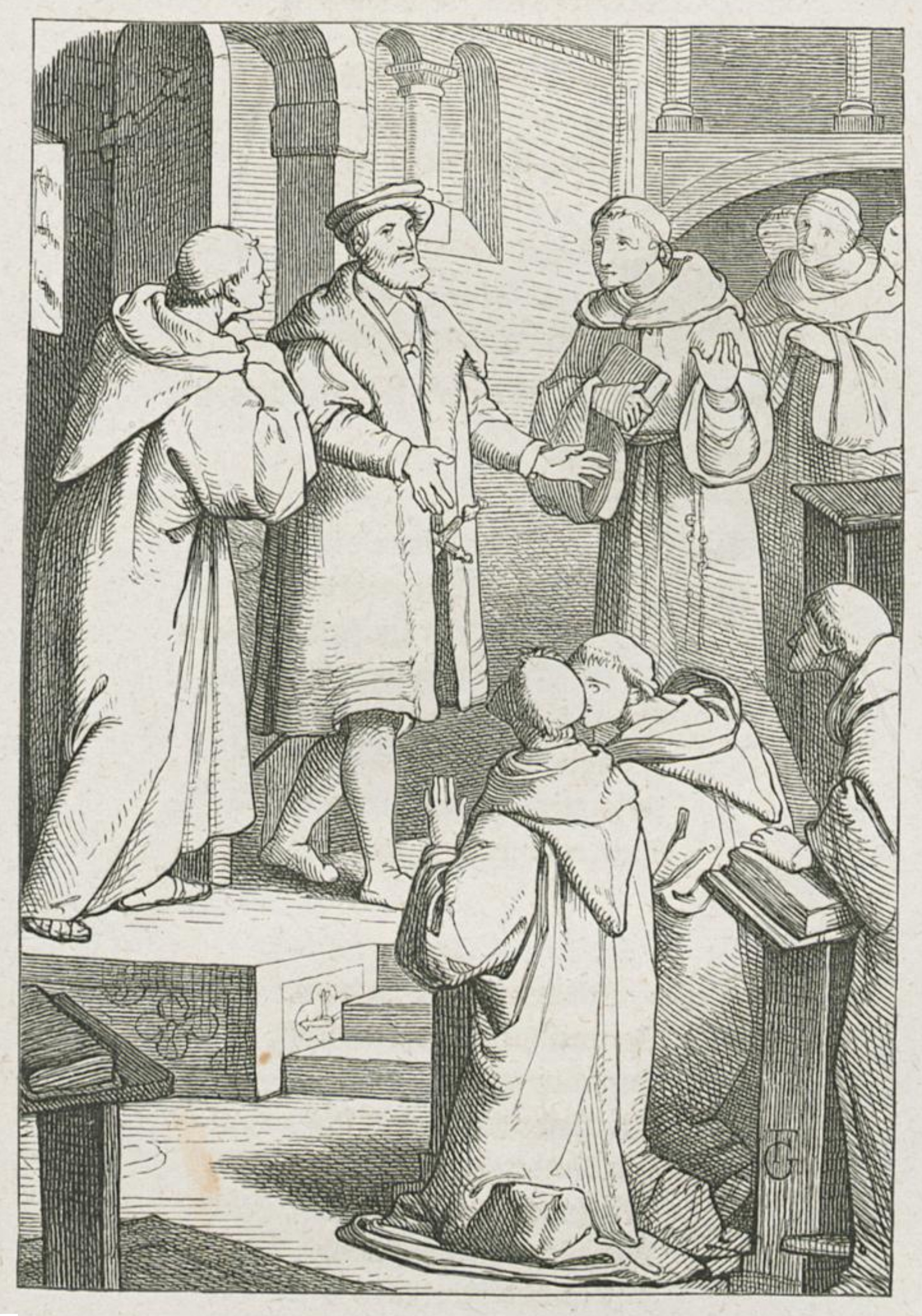
Buchillustration zur Ballade „Der Pilgrim von St. Just“ von August von Platen-Hallermünde, etwa 1866
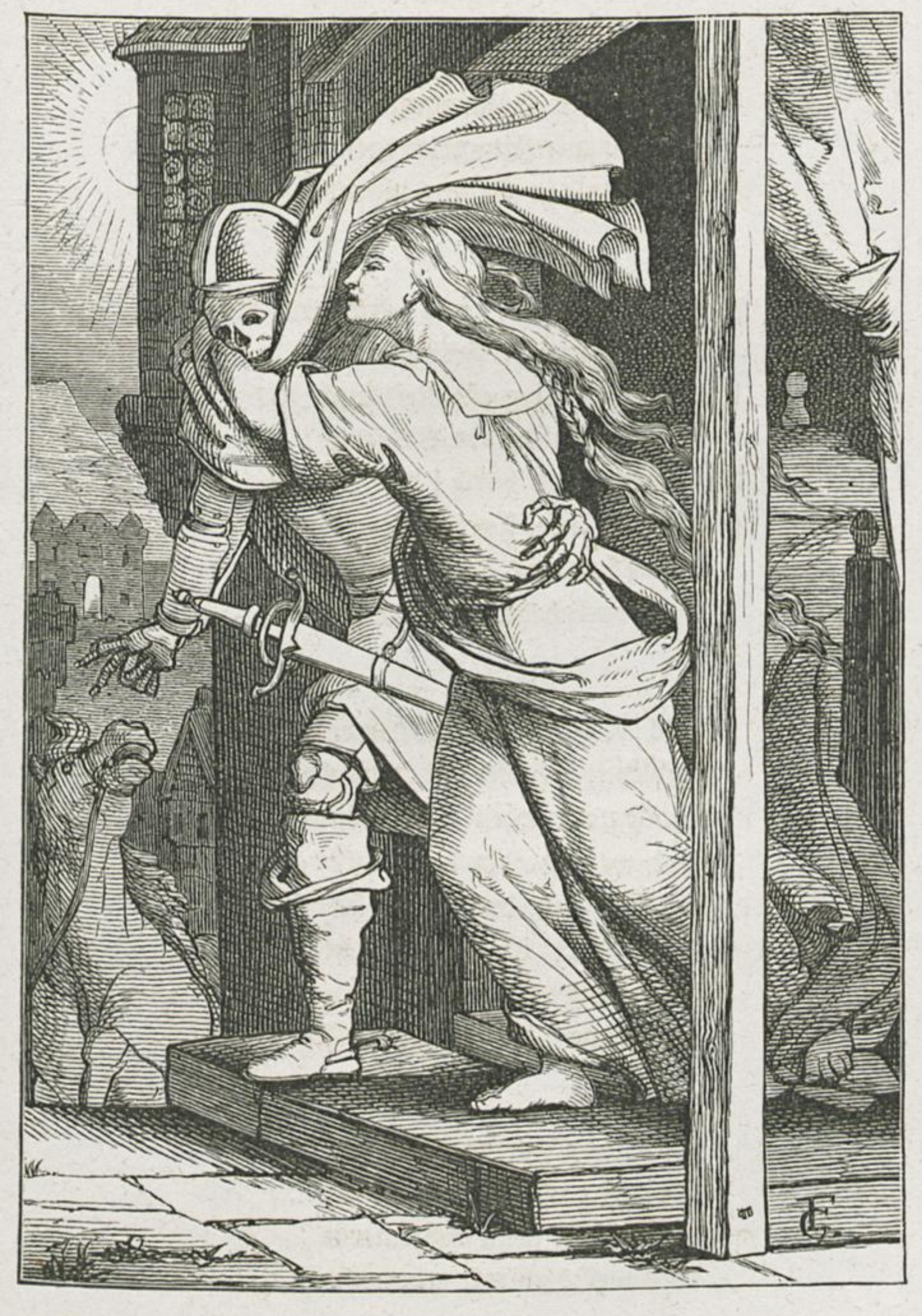
Illustration zur Ballade „Leonore“ von Gottfried August Bürger, etwa 1866
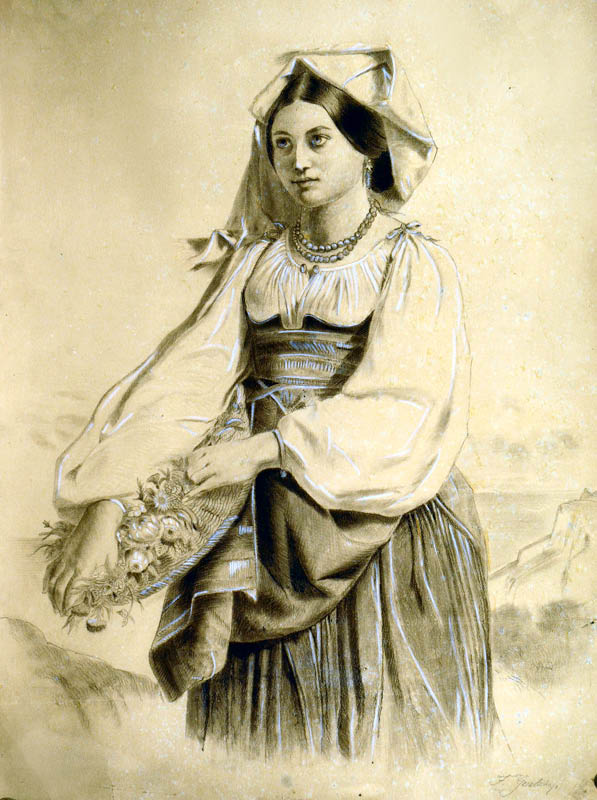
Römisches Mädchen, etwa 1887
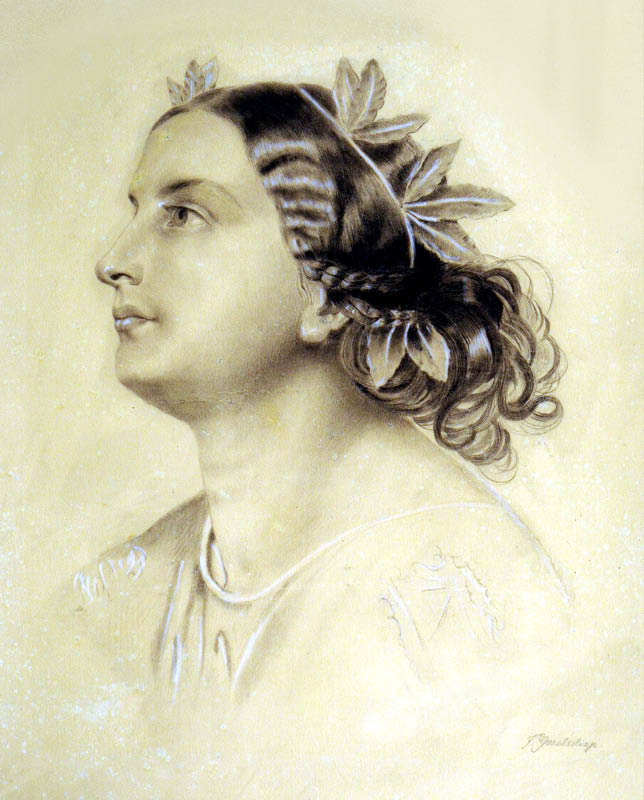
Italienerin, etwa 1887
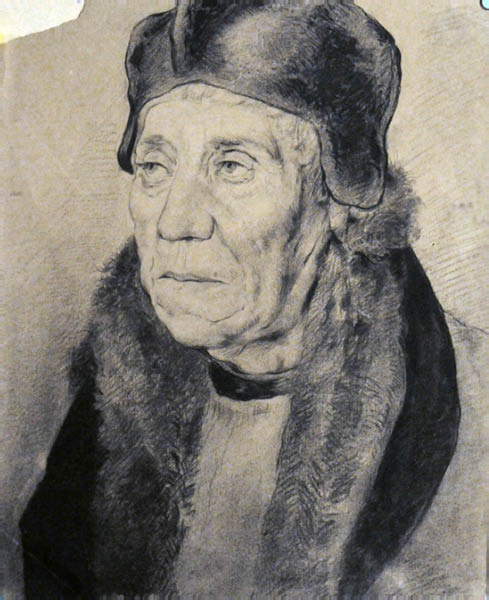
Entwurf für den Rathaussaal in Hamburg, etwa 1890

## Rezeption
Friedrich Geselschap gilt als bedeutendster Historienmaler des großen Stils in der Nachfolge von Peter von Cornelius und Alfred Rethel.  Seine exzellente Zeichenkunst, die in der Strichführung an Albrecht Dürer erinnern lässt, ist in zahlreichen öffentlichen Sammlungen erhalten. Die Mehrzahl seiner zur Monumentalkunst gerechneten Gemälde wurden jedoch im Zweiten Weltkrieg zerstört.